# Evolutionisme
Evolutionisme (fra latin: evolutio, "udvikling", "opståen". Af evolvere, "rulle ud", "udvikle".) Den teori, at der inden for alle områder -- biologiske arter, samfund, kultur og religion -- er foregået og stadig foregår en udvikling fra simple, primitive former til højere mere komplicerede former. Teorien var dominerende fra midten af 1800-tallet og helt op til 1920'erne. 
Inden for antropologi og religionsvidenskab kom evolutionismen til at spille en stor rolle i udviklingen af teorier om menneskets sociale og kulturelle udvikling.
De store opdagelsesrejser i 1500-tallet gjorde, at europæerne begyndte at få et kendskab til en lang række fremmede kulturer og religioner, og med evolutionismen som baggrundsforståelse blev forskellene mellem kulturerne fortolket som en udviklingsmæssig (evolutionær) forskel. I den tidlige evolutionisme tog man indfødte folks enklere teknologi som tegn på, at de stadig befandt sig på udviklingens nederste trin. Udviklingen går fra simpel til kompleks – og vi er stadig under udvikling. Idéer meget lignende dem af Herbert Spencers om evolution og i den forbindelse hans begreb ”Survival of the fittest”. -Det princip, at kampen for overlevelse sikre udviklingen af egenskaber, der er bedst tilpasset til omgivelsernes krav.
Den engelske antropolog Edward Burnett Tylor (1832 -1917) så denne udvikling som et universelt forløb fra de mest primitive kulturer over en række mellemstadier og frem til de komplekse kulturer, som udgør civilisationen. Derfor anså han det vestlige samfund for det evolutionære højdepunkt, mens andre kulturer stod under dette som mindre udviklede. Religion blev derved et produkt af intellektuelt arbejde. 
Evolutionismeteorien har i dag ingen støtte af betydning indenfor forskningen af samfund, kulturer og religion.